# Mark Tochilkin
Mark Tochilkin (en russe : Марк Михалович Точилкин), né le 18 juin 1958 à Dniepropetrovsk en Ukraine, est peintre et sculpteur. Artiste figuratif, il est connu pour ses portraits, ses paysages et ses musiciens.

## Biographie

### Enfance et formation
Né d’un père ingénieur et d’une mère économiste, il se découvre très tôt une vocation pour la peinture.
En 1977, il est diplômé de l’Institut des arts de Dniepropetrovsk, et en 1983 de l’Académie de Leningrad, où il obtient son doctorat en histoire de l’art. Dès l’obtention de son diplôme, il est accepté comme un membre de l’Union des artistes soviétiques. Il a alors participé à un très grand nombre des expositions individuelles et collectives.

### Vie privée
En 1984 il se marie avec l’artiste ukrainienne Ina Belous, avec laquelle il collaborera pour donner une série d’œuvres communes, où se mélangent la technique de Belous avec la composition de Tochilkin.

## Parcours artistique
Au début des années 1990, son œuvre est exposée au musée d’Art de Detroit ainsi qu’à l’université C.W. Post (en), Long Island, aux États-Unis ; au musée de l’université de Camerino, en Italie ; au musée de l’université de Heidelberg, en Allemagne ; au musée d’Oujhorod en Ukraine ; et lors des foires internationales d'Art contemporain telles que Art Miami ou Art New York, ainsi que dans de nombreuses galeries d'art en Europe et aux États-Unis. Il a eu des expositions personnelles en Ukraine, Russie, Pologne, Belgique, États-Unis, Allemagne, et Israël.
En 1994, Mark Tochilkin fait l'objet d’un article de Joseph A. Melamed, qui rappelle que les œuvres de l’artiste ont été acquises dans différents musées d’Europe de l’Est, tels que le musée national de Varsovie, et quatre musées ukrainiens du temps de l’ex-URSS.
Ses œuvres se vendent dans des ventes aux enchères (Christie’s à Londres) dès le milieu des années 1990. Une cote internationale est alors établie, et on le retrouve dans les catalogues officiels tels que Artprice, Artnet.
En 1995, il participe à une vente de charité au profit de l’association AKIM chez Sotheby's. L’année suivante, il participe à une vente de charité produite à New York, au bénéfice de l’association AKIM USA,.
En 1998, il a une exposition personnelle à la Galerie Caesare, en Floride.
En 1999, il participe à l'exposition « Judaicart », aux côtés d’autres artistes de l’École de Paris,.
En 2002, il se lance dans la sculpture. Il invente un processus spécial pour colorer ses sculptures de bronze,.
En 2015, il commence une collaboration avec l'artiste Arman Darian, un céramiste arménien. Leurs sculptures de bronze sont exposées avenue de Mamilla (en) à Jérusalem durant trois années de suite,.

## Art: spécificités de l'œuvre
Le critique d’art Grigori Ostrovski, professeur de l'université de Jérusalem, spécialiste de l’influence des avant-gardistes russes dans le monde durant les 19e et 20e siècles, décrit Mark Tochilkin comme un peintre figuratif travaillant dans un style expressionniste. Il divise l’œuvre de Tochilkin en différentes séries : les amants, les animaux, la nostalgie, ou encore la musique. Il remarque que l’œuvre de Tochilkin est également caractérisée par un constant retour à ces mêmes thèmes après des intervalles de plusieurs années. Le même sujet revient toujours avec une approche différente, l’artiste variant les compositions. D’après Ostrovski, la musique et les musiciens occupent une place spéciale dans une série de Tochilkin appelée « la musique ». Les personnages de l’artiste incluent des musiciens célèbres tels que Niccolo Paganini, Arthur Rubinstein, Leonard Bernstein et David Oistrakh parmi d’autres. Pour Ostrovski, « la représentation de la musique en peinture est des plus difficiles, pour ne pas dire impossible. Tochilkin a cependant réussi un tour de force : sa toile nous fait voir la musique ». Le critique rappelle que cette série dépeint une symbiose de couleurs, les compositions, les lignes et les tons qui font écho au son de la musique. L’artiste saisit l’orchestre à son point culminant, summum de l’intensité créatrice. Une autre technique innovatrice développée par Mark Tochilkin est l’introduction des cadres dans la toile elle-même. Ces cadres sont dorés et ornés de moulures baroques. Le critique compare cette splendeur voulue à une parodie de « l’amour philistin et du luxe ostentatoire ». Cette technique lui semble de plus efficaces : le double cadre (l’un réel, l’autre sous forme de trompe-l’œil) semble briser les limites de la toile, créant ainsi une relation fascinante entre l’image et le regard.
Pour le professeur Amnon Rubinstein, Tochilkin « a su mettre à profit la qualité de son apprentissage artistique en Union soviétique pour l’adapter à la nouvelle expérience et à la nouvelle réalité d’Israël ». Il reconnaît que l’artiste imprègne ses œuvres d’humour et de compassion, et aborde ses sujets avec amour et ironie. Il estime par ailleurs que l’art de Tochilkin reflète son caractère et sa nature, « qui sont eux-mêmes bonté et raffinement ».
Orit Lotringer rappelle que Mark Tochilkin est connu pour son adoption d’un unique mode d’expression qui combine différents styles. Il insiste sur l’harmonie et des compositions toujours équilibrées. Sa technique requiert 3 ou 4 mois de séchage pour chaque couche de peinture, ce qui fait que l’artiste travaille en permanence sur différentes œuvres. Contrairement aux artistes qui « attendent leur muse », il est dans une routine de travail exigeante et constante. Chaque peinture évoque chez le spectateur une expérience nostalgique et la mémoire de son propre passé, quelle que soit son origine.

## Principales expositions[15]
- octobre 1987 : Exposition musée d’Art de Kiev, URSS,
- 1992 : Exposition personnelle au Musée Beit Emmanuel, Ramat Gan, Israël,
- 1993 : Galerie Nationale, Ottawa, Canada
- 1993 : Galerie Albert White, Toronto, Canada
- 1996 : Exposition personnelle « Nus », Galerie Shulamit, Tel Aviv, Israël
- 1998 : Exposition personnelle, Galerie Caesare, Boca Raton, Floride, États-Unis[6]
- 1995 : « Masks », exposition et vente aux enchères Sotheby's, Tel Aviv, Israël[4]
- 1996 : « Masks », exposition et vente aux enchères Sotheby's, New-York, États-Unis[5]
- 2002 : Musée d'Art de Memphis, États-Unis
- 2002 : Exposition du « Salon d'Automne », Paris, France
- 2003 : Exposition « Art New York », New York, États-Unis
- 2003 : Exposition « Art Miami », Miami, États-Unis
- 2007, 2009[17], 2015[18],[19] : Exposition « Weekend des Arts », Vannes, France
- 2002-2014 : Exposition du « Art en capital », Grand Palais, Paris, France
- 2002, 2004-2013 : Exposition « Salon de la Société Nationale des Beaux Arts », Carrousel du Louvre, Paris, France
- 2013 : Exposition « Art Hamptons », New York, États-Unis
- 2015 : Exposition « Drawings », Galerie Dina Sabourin, Paris, France[20]
- 2016 : Galerie Ein Hod[21], Ein Hod, Israël
- 2015-2017 : Exposition « Mamilla Avenue », Jérusalem, Israël,
- 2019 : Exposition « Contemporary Art Fair », Paris, France

## Prix et Reconnaissance
- 1990 : Lauréat du Concours de Peinture, Société des Artistes Ukrainiens, Kiev, Ukraine[3]
- 2003 : Médaille de Bronze, Salon 2003, Société des Artistes Français, Paris, France[22]
- 2003 : Prix Consécration, Concours International 2003,  Puget-sur-Argens, France[23]
- 2005 : Médaille de Bronze, Salon National des Beaux Arts, Carrousel du Louvre, Paris, France[24]
- 2008 : Médaille d’Argent, Salon 2008 de la Société des Artistes Français, Grand Palais, Paris, France[25]

## Publications
- « Mark Tochilkin », 1997, Anglais, 15 pages
- « Mark Tochilkin », Fine Art Galleries Eilat Editions, 1998, Français-Anglais-Russe, 135 pages
- « Mark Tochilkin », Fine Art Galleries Eilat Editions, 1999, Français-Anglais-Russe, 135 pages
- « Mark Tochilkin », Ti-Co Company, Tel Aviv Paris Moscou, 2013, Français-Anglais-Russe, 142 pages

### Presse
- Ukraine Art News, 24 février 2017, http://ukraineartnews.com/news/auction/kartina-tochilkina-stane-lotom-auktsionu-v-tel-aviv
- Le Télégramme, 27 octobre 2015, https://www.letelegramme.fr/morbihan/vannes/1-000-oeuvres-en-expo-vente-au-palais-des-arts-27-10-2015-10828149.php
- Segodnya, 13 décembre 2010, https://www.segodnya.ua/regions/dnepr/kartiny-khudozhnitsy-iz-dnepra-vyctavljajut-v-luvre-i-darjat-puhachevoj-228378.html
- Le Télégramme, 24 octobre 2009, https://www.letelegramme.fr/local/morbihan/vannes-auray/vannes/week-end-des-arts-100-artistes-1-000-oeuvres-au-pac-24-10-2009-624445.php
- Galina Levitskaia, magazine « Апельсин », été 2008, n°2, p. 24-31
- Le Télégramme, 19 octobre 2007, https://www.letelegramme.fr/19-10-2007-1798819.php
- G.Ostrovsky, magazine « Zuza », avril-mai 2007, p. 142-145
- Michael Hananashvili, journal « Новости недели », 1er décembre 2005, p. 12-13
- Orit Lotringer, magazine « Mechira Pumbit », juillet-août 2000, n°19, p. 16-21
- Galerie Dina Sabourin, https://frenchparis.ru/galerie-dina-sabourin/

### Notices et bases
- Ressources relatives aux beaux-arts :   - Information Center for Israeli Art
  - Union List of Artist Names
- Notices d'autorité :   - VIAF
  - IdRef
  - Israël
- Registre des artistes professionnels de l’Empire russe, URSS, émigration russe, et fédération de Russie et des anciennes républiques d’Union soviétique (XVIIIe-XXIe siècles).
- Ministère de la Culture de la fédération de Russie.